# 혁신로 (원주시)
혁신로(Hyeoksin-ro)는 강원특별자치도 원주시 반곡동에 있는 도로로, 총 연장은 4.252 km이다. 도로의 명칭이 유래된 것은 원주혁신도시 전 지역을 순환하는 대표 도로의 의미로 반영되었다.

## 역사
- 2013년 4월 29일 : 도로명으로 혁신로를 고시

## 주요 경유지
- 원주시
  - 반곡동

## 접촉하는 도로
2회 교차
- 동부순환로
- 배울로

기타 교차 도로
- 입춘로
- 건강로
- 미래로
- 황금로
- 세계로
- 양지로

## 주요 건물 및 시설
- 한전kps(주)원주송변전지사 (혁신로 141/반곡동 1916-6)
- 원주혁신푸른숨LH9단지 (혁신로 346/반곡동 1818-10)

## 특이 사항
혁신로는 원주혁신도시를 시계방향으로 순환하는 도로이지만, 이름만 순환선으로 보인다.